# Ocean City (Washington)
Ocean City es un lugar designado por el censo (en inglés, census-designated place, CDP) situado en el condado de Grays Harbor, en el estado de Washington, Estados Unidos. Según el censo de 2020, tiene una población de 232 habitantes.

## Geografía
La localidad está ubicada en las coordenadas 47°04′57″N 124°09′25″O / 47.08250, -124.15694 (47.082471, -124.156919).

## Demografía
Según la estimación 2019-2023 de la Oficina del Censo, los ingresos medios de las familias de la localidad son de $146,103. No hay habitantes por debajo de la línea de pobreza en la zona.